# Дудка Никифор Єгорович
Никифор Єгорович Ду́дка (псевдонім Дудник; нар. 1865 — пом. ?) — український лірник. Володів гучним, дещо різкуватим басом.
Протягом 1878—1881 років навчався у лірника Василя Гарбузова. Жив у селі Марчихіній Буді (тепер Шосткинський район Сумської області, Україна). Виконував псалми, думи («Про Олексія Поповича», від нього її записав Олександр Малинка; «Про Василя Удовиченка»), сатиричні пісні («Чечітка», «Дворянка», «Про тещу», «Про попадю», «Про Хому і Ярему»).